# تل الفخيرية

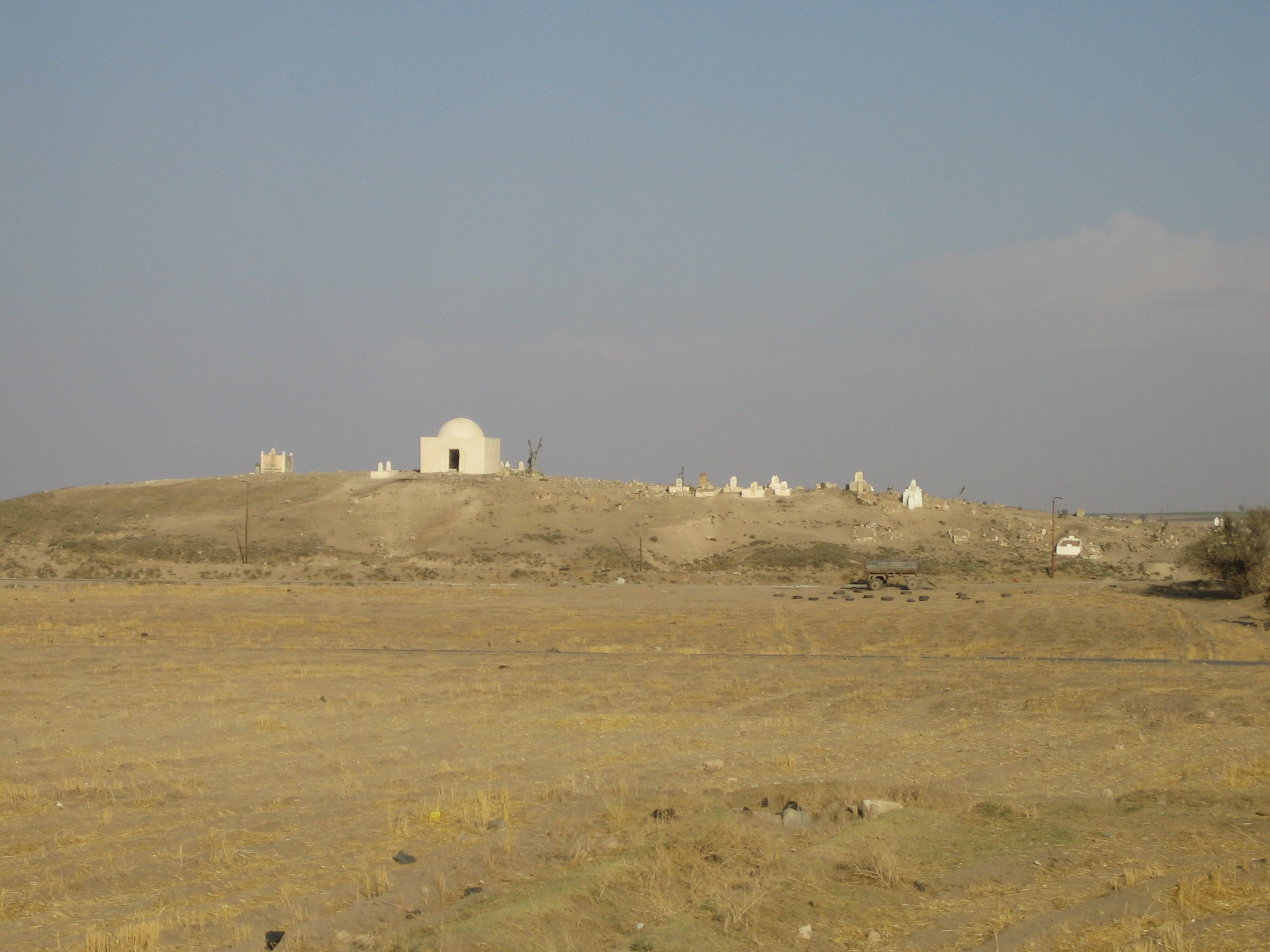
تل الفخيرية في سوريا

تل الفخيرية أو مدينة سيكاني التاريخية (حسب التنقيبات) يقع تل الفخيرية أو تل الفخارية على اطراف من مدينة رأس العين في الجزيرة الفراتية في سوريا بالقرب من منابع نهر الخابور،ويبعد نحو 2 كم عن تل حلف. وهو موقع مدينة أثرية سورية تعود لآكثر من خمسة آلاف عام، تبلغ مساحة التل حوالي 90 هكتار موزعة بين منطقة مرتفعة مساحتها 12 هكتار ومنطقة منخفضة مساحتها 78 هكتار يعتبر التل من التلال الأثرية الكبيرة الهامة.

## الابحاث
إن أول من اشار إلى أهمية التل هو ماكس فون أوبنهايم الذي قام خلال حفرياته الأثرية في تل حلف 1911 إلى 1929 بزيارة عديدة إلى تل الفخيرية.وقدد خطط للتنقيب في المنطقة لكن خططه بأت بالفشل لاندلاع الحرب العالمية الثانية.

## التنقيبات

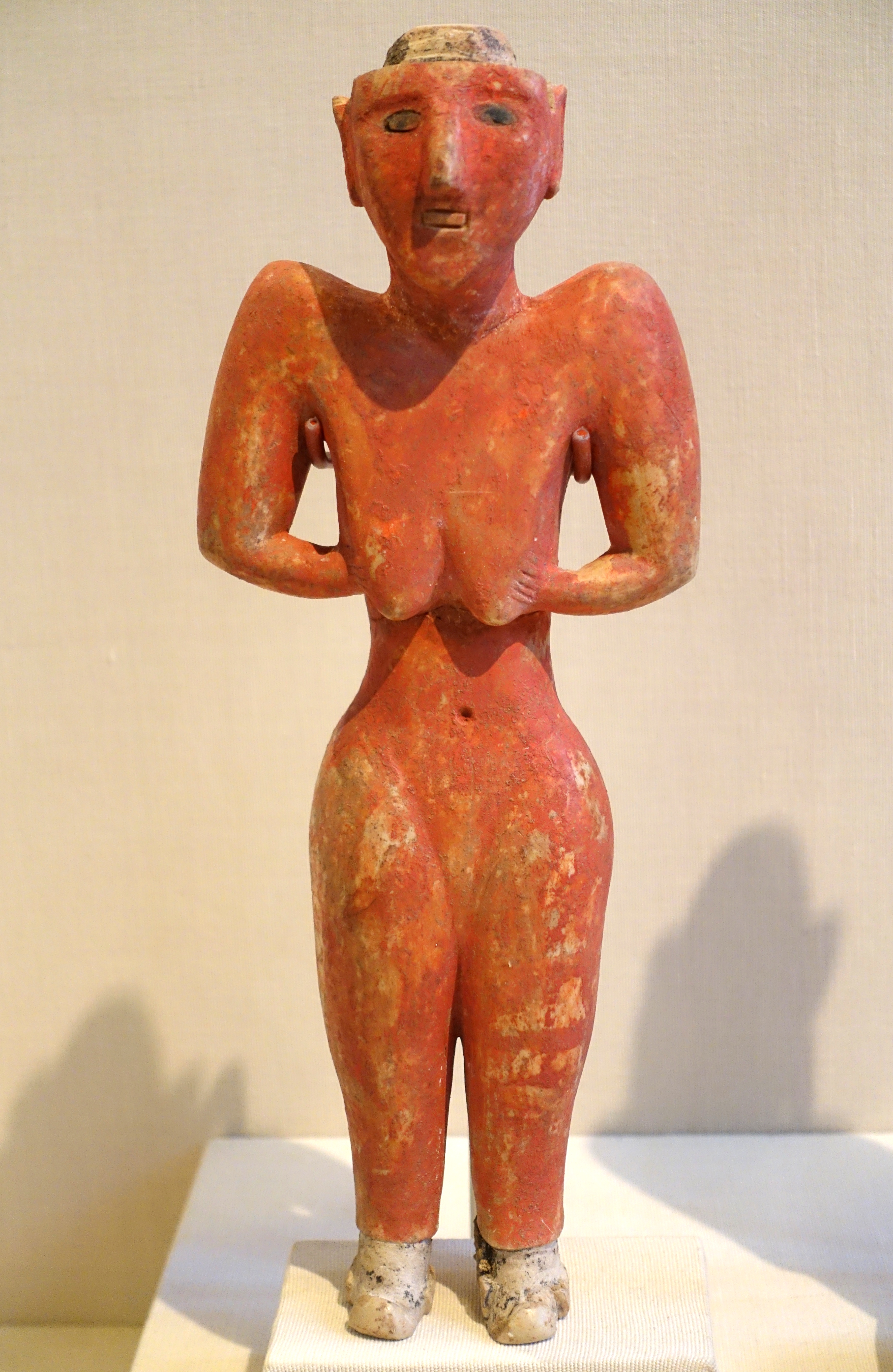
تمثال صغير اكتشف في تل الفخيرية يعود للعصر الحجري الحديث الذي امتد في الفترة ما بين عامي (9000-7000 قبل الميلاد)، وهو مصنوع من الجبس مع تطعيمات من الأسفلت والحجر، وهو معروض في الوقت الحالي في متحف المعهد الشرقي بشيكاغو في الولايات المتحدة الأمريكية

بينت الأسبار والحفريات التي قامت بها الهيئة العامة السورية للآثار وبعثات التنقيب عن أهمية كبيرة لواحد من أهم التلال والمدن الأثرية المكتشفة في منطقة الجزيرة السورية وعن استيطان متواصل للتل منذ خمسة آلاف سنة تقريبا وحتى حوالي 800 ميلادية واكتشف في الموقع الكثير من المباني والأواني والرقم والمكتشفات الأثرية والتي تعود لحضارات عديدة قامت في هذه المنطقة من سوريا مرورًا بالفترات الزمنية للحضارات التالية:

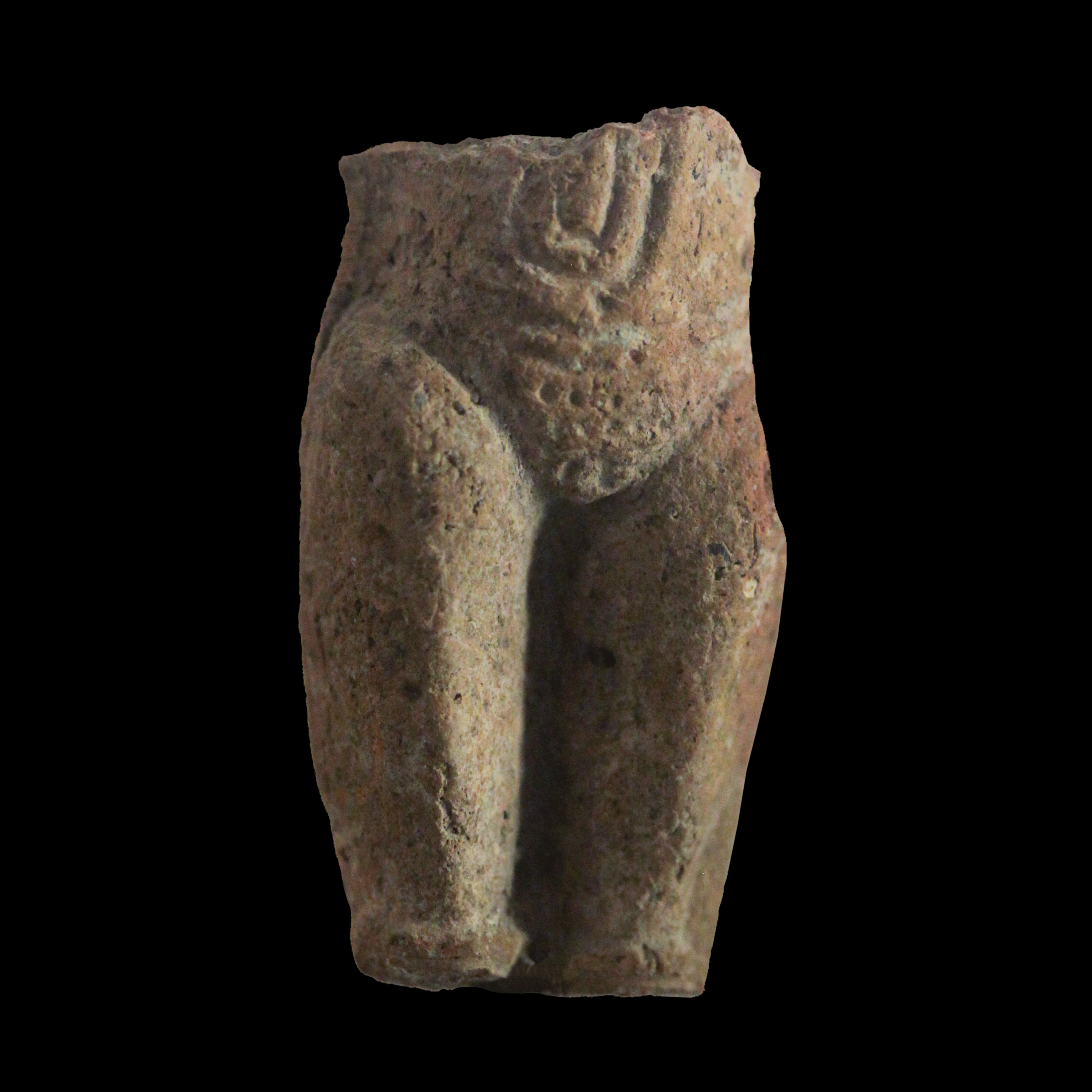
تمثال أنثوي صغير من بين المكتشفات في تل الفخيرية

- الحورية
- الميتانية
- الآشورية الوسيطة
- الآرامية
- الآشورية الحديثة
- الهلنستية
- الرومانية
- البيزنطية
- الإسلامية المبكرة

## نقش الفخيرية
بالمصادفة وفي أثناء فلاحة الأرض في الجزء الشمالي من تل الفخيرية بتاريخ 22 شباط 1979 كشف تمثال بازلتي ضخم لرجل واقف هو هدد يسعي، وكان الرأس مفصولًا عن الجسد. ارتفاع التمثال 165 سم ويقف على قاعدة (45*46 سم)، وهو لرجل يشبه فنيًا تماثيل الملوك الآشوريين، نقش عليه نصان فيما يعرف بنقش الفخيرية.